# ジーン・ウエストウッド
ジーン・ウエストウッド（Jean Westwood、1931年 - 2022年7月26日）は、イギリスマンチェスター出身の女性フィギュアスケート選手。1952年、1953年、1954年、1955年世界フィギュアスケート選手権アイスダンスチャンピオン。パートナーはローレンス・デミー。

## 経歴
1952年から4年連続で世界フィギュアスケート選手権優勝した。
1954年、1955年ヨーロッパフィギュアスケート選手権優勝した。
1977年にローレンス・デミーと共に世界フィギュアスケート殿堂入りした。

## 主な戦績
| 大会/年    | 1951-52 | 1952-53 | 1953-54 | 1954-55 |
| ---------- | ------- | ------- | ------- | ------- |
| 世界選手権 | 1       | 1       | 1       | 1       |
| 欧州選手権 |         |         | 1       | 1       |

## アイスダンス競技の実施
- 世界フィギュアスケート選手権でアイスダンス競技が実施されたのは1952年からで、ヨーロッパフィギュアスケート選手権でアイスダンス競技が実施されたのは1954年からであった。ジーンとローレンス・デミーのカップルはともに初代アイスダンスチャンピオンとなったが、冬季オリンピックにおいてアイスダンス競技はまだ正式種目とはなっておらず、1976年のインスブルックオリンピックまで待たねばならない。